# Dictyna albida
Dictyna albida là một loài nhện trong họ Dictynidae.
Loài này thuộc chi Dictyna. Dictyna albida được Octavius Pickard-Cambridge miêu tả năm 1885.